# 瓦弄战役
瓦弄战役，也被称为瓦弄反击战，是1962年中印边境战争中的一场战役。第一阶段战斗结束后，至11月中旬，中国方面在瓦弄方向集中了1个师近万人的兵力。11月14日，印军为庆祝尼赫鲁的生日，首先向瓦弄方向的中国军队发起小规模攻击，解放军第130师打退印军攻击后，于16日向印军发起大规模反击，并取得胜利。瓦弄战役也是中印边境战争中对中国人民解放军来说少数过程较为艰难的战役，此战中面对的印军抵抗程度远高于其他几场战役，伤亡也相对较大。

## 部署
瓦弄原驻印军第四师第五旅一部。中国边防部队自卫反击作战第一阶段结束之后，印度迅速扩军，调整部署，在中印边境东线增加了一个新建的师部——第二师（指挥第一八一旅、第十一旅）。瓦弄地区的防务由印军第一八一旅负责，10月31日又改由第十一旅接管。

### 130师千里转进察隅
鉴于印度在瓦弄方向不断增加兵力，中国于10月27日决定，将原本计划部署至达旺一线的陆军第一三〇师除其下属之炮兵五四〇团以外立刻全部转至察隅地区，在昌都军分区前指配合下攻歼瓦弄地区印军。10月28日，中央军委电令第54军军长丁盛组成指挥所，以丁盛任司令员兼政治委员，副军长韦统泰，昌都军分区司令员郄晋武任副司令员，该军副政治委员钟池、昌都分工委书记苗丕一任副政治委员、韦统泰兼任参谋长，昌都军分区参谋长赵衍样任副参谋长。10月31日，总参谋部、总政治部决定，增补第五十四军政治部主任兰亦农任丁指政治部主任，该军副
参谋长霍烈坤任丁指副参谋长，丁指统一指挥第一三〇师、昌都前指所辖部队以及其他加强部队在瓦弄地区的反击作战行动。并确定第三九〇团进至察隅、古玉通和打坝地区集结，第一三〇师师指率两个团及直属分队在然乌、竹瓦根一带集结。
为加强瓦弄方向的人力，中央军委即调第一三四师两个120迫击炮连和一个无坐力炮连进至察隅、沙马地区，归丁指指挥；调第五十四军高炮营第四连进至察隅，第一三五师高炮营进至吉公担负防空任务。
总后勤部驻重庆办事处（渝办）及成都军区后勤部，组织汽车第十七、第二十团及第五十四军车辆共 838 台，担负公路运输，昌都地区动员民工 7169 人、民畜 835 匹，第一三○师抽调5个步兵营 1800 余人、骡马 634 匹，担任离公路之运输，运输队的人数超过了前线作战部队。他们首先突击抢运粮弹，和抬运 120 迫击炮，至 11 月 15 日前，已經成功运补粮食1周量及战役所需的弹药。

### 印军部署
印军第11旅在作战地区内，以3个营在察隅河以西地区展开：曲子扎公为锡克联队第四营，瓦弄扎公至“07”（侦察编号，下同）高地，为库马盎联队第六营，“07”至“32”高地之间为道格拉斯联队第四营；廓尔喀联队第三营，在河东地区的“东”台地至敌能之间展开。作纵深梯次配置。河东廓尔喀第三营第三，第四连配置在河西，归锡克联队第四营指挥，而锡克四营之第四连，则配置在河东廓尔喀营的前哨反斜面阵地上。
印军企图以不同建制交叉配置的方式，达到相互制约的目的。第十一旅旅部位于瓦弄机场附近。瓦弄地区印军侵略据点的编成，均以连为单位组成马蹄形地堡群阵地。每个地堡驻守士兵数量不等，多则达 50～70 个，有外围有核心。地堡均为土木石质结构，射孔较大且多设在正面，每堡少者能容 1～5 人，多者 10 余人，战斗，生活两用，并设置有地雷、铁丝网等副防御设施。解放军认为印军在瓦弄设防时间足够长的据点阵地非常坚固，尤其是地堡之材料与爆破难度不是第一阶段作战中印军仅使用木头搭建的简易射击位置可比的。
此战，印度高层著名的对华强硬派，印度陆军第四军军长布里吉·莫汉·考尔中将亲自坐镇瓦弄一线督战，这点给予了印军基层士兵较大的士气鼓舞。

## 经过

### 前期衝突與對峙
11月7日和8日，瓦弄地区的印军连续用重炮向中国边防部队轰击，共发射170余发。
印军防御前沿设在曲子扎公山梁上，该山梁东西走向，比高约 800 米，横空而立，险峻陡峭，难以攀登。其西南边有座山峰（“05”高地），是插入印军纵深的唯一缝隙。“05”高地如被印军占领，将是阻止中国边防部队攻击的硬钉子，如为中国边防部队占领，就成为突破印军防御体系的钢楔子。所以，昌都军分区独立营第三连首先占领了“05”高地。印军对该高地非常敏感， 11 月 12 日瓦弄印军从 8 时～18 时向该高地发射 170 余发炮弹。第三八八团第四连于 12 日 13 时进到“05”高地，并遵照总参谋部指示，于当日 9 时以 1 个排进至“06”高地，扩大了阵地。
印军立即调集库马盎联队第六营，于 13 日控制了“06”高地左翼之“07”高地，及其附近诸高地，企图由“07”高地（印军防御前沿左侧制高点）和曲子扎公，夹击第三八八团第四连及独立营第三连，夺占“05”、“06”高地，与其曲子扎公前沿阵地连成一线。印軍以强大的炮火连续轰击解放軍的阵地，并接二连三地发起进攻，均被擊退。印军的攻击行动，不仅是为了夺取战术制高点，以保障其翼侧的安全，更主要的是試圖以所谓新的惊人胜利，向尼赫鲁总理寿辰（14 日）“献礼”。
自 14 日 10 时 30 分起，印军在其炮火掩护下，连续 9 次向“05”、“06”高地发动进攻，战斗异常激烈。第三八八团第四连坚定沉着，一次又一次地粉碎了其进攻，守住了阵地，毙印军 30 余人。该连指导员余阳春抓住战机率一排阵前出击，经 3 个半小时战斗，前出 1000 余米，攻占了 6 个小山包，共歼印军 67 人，巩固和扩大了“06”高地阵地，对保障后续部队展开起了重要作用。战后，第四连荣记二等功，指导员余阳春荣记一等功。印军遭到顽强抗击后，连续调来道格拉联队第四营以增援库马盎营，不断组织新的进攻，昌都军分区独立营第三连，也打退了曲子扎公之印军的 3 次进攻。在与印军对峙期间，第一五三团指挥所率加强营第二连、工兵连、炮兵连、重机枪连及昌都军分区独立营第二、第三连等相继进入“05”高地，并克服困难将 120迫击炮 2 门、 57 无坐力炮、82 迫击炮各 5 门、12.7 高射机枪 1 挺，搬上高地，占领发射阵地。
上述部队正在顽强抗击印军猛烈进攻之际，解放軍总参谋部通报，为了加强防守，印军还计划增兵 1 个营来瓦弄。丁指考虑：印军占领了“07”高地居高临下，直接威胁“06”、 “05”阵地，解放軍唯一迂回道路被卡死，将丧失反击的突然性，为防止印军破坏战役进攻计划，决心利用已占领的阵地，乘印军在“07”高地立足未稳之际，集中第三九○团主力，首先歼灭“07”高地印军，尔后向瓦弄以南穿插完成关门任务。15 日丁指决定，将战役总攻时间由 18 日提前到 16 日拂晓发起。由于总攻时间提前了两天，部队进入战斗更加仓促，有的部队总攻发起时尚未进到预定位置。
11 月 13 日开始，第一三○师由战役集结位置（第三八八团自沙马，第三九○团、师指自古玉通，第三八九团自航堆、后指自扎拉）向前沿开进。第三九○团 14 日 19 时从航堆出发， 16 日 1 时进至“06”高地；第三八八团 15 日 19 时从航堆出发， 16 日 9 时 30 分至 12 时 30 分先后进到“05”高地南侧（该团第四连已于 12 日进至“05”高地， 13 日抢占了“06”高地），第三八九团（欠第二营）14 日 2 时至 15 日 4 时全部渡江完毕， 15日夜进至刀底曲北侧等进攻出发阵地。第一五三团指挥所、昌都军分区独立营已位“05”高地东北侧附近与印军对峙。第三八九团第二营、第一五三团加强营一部 16 日前位航堆地区。第一五三团第五连已于 12 日 8 时向打秋山口方向迂回，于 16 日 18 时到达卡伦并继续向汉洋底前进。炮兵群已于 12日进入前沿阵地。
第一三五师高炮营、第五十四军军直高机连已分别进入吉公、扎拉地区占领阵地。第一三○师师指，由师长董占林，副师长范朝运，副政治委员刘润泉、张示心，参谋长赵福顺组成。师指于 15 日 21 时进至“05”高地后，立即与各团联络，指挥各团快速开进。由于攻击时间提前了两天，部队来不及集结、动员和准备，只好在运动中进行临战动员准备。师的领导分别随各团行动指挥。

### 解放軍發起總攻
11月16日凌晨4点40分发起瓦弄战役，仅仅10个小时就全歼印军主力第十一步兵旅三个营全部、一个营大部和印军第11旅旅直分队等部共1200多人，夺回瓦弄。21日进至金古底，逼近至传统习惯线附近。12月1日，中国前线各部队奉中央军委命令开始后撤。至此，瓦弄作战全部结束。

## 结果
尼赫鲁11月19日在人民院宣布说：“我不得不向本院宣布一个令人痛心的消息，瓦弄丢给了敌人”。在瓦弄地区作战中，中国边防部队共歼灭印军库马盎联队第六营、廓尔喀联队第三营、道格拉斯联队第四营全部，锡克联队第四营大部和第十一旅直属分队等部1200余人，其中击毙道格拉斯联队中校营长以下750余人，俘印军库马盎联队第六营及廓尔喀联队第三营中校营长以下 502人。击落、缴获印军飞机各1架，缴获51口径以上火炮62门、轻重机枪94挺、长短枪715支、炮弹10000余发、枪弹102万余发、手榴弹5400余枚、地雷1400枚和其它装备、作战物资一部。
中方伤亡共752人。其中，亡干部26人、战士172人，伤干部68人、战士486 人。战斗中涌现出二等功臣连2个，三等功臣连15个，一等功臣排2个，二等功臣排6个，二等功臣班16个、三等功臣排和班106个，战斗英雄2人，一等功臣16人，二等功臣60人，三等功臣1199人。

## 双方作战序列表
| 中国人民解放军陆军 - 前线指挥部（又称“丁指”，指挥员丁盛少将，副指挥员韦统泰少将） - 陆军第一三〇师（师长董占林大校，副师长范朝运上校） - 步兵第三八八团 - 步兵第三八九团 - 步兵第三九〇团（师参谋长赵福顺上校指挥） - 昌都军分区（司令员郄晋武大校，副司令员杨永汉上校） - 步兵第一五三团（团长盛嗣勤上校，政治委员郑荫山上校） - 独立营（营长刘东善中校） - 炮兵群 - 陆军第一三四师混合炮兵营（共12门55式120毫米迫击炮、4门56式75毫米无后坐力炮） - 步兵第一五三团120毫米迫击炮连（共6门55式120毫米迫击炮） - 步兵第一五三团82毫米迫击炮连（共6门53式82毫米迫击炮） - 陆军第五十四军高炮营四连（共6门55式37毫米高射炮） |

| 印度陆军 - 第四军司令部——（军长布里吉·莫汉·考尔中将） - 第11步兵旅——（旅长纳文·昌德·劳利准将） - 锡克联队第四营 - 库马盎联队第六营——（营长C.N. 马蒂亚中校（被俘）） - 多格拉联队第四营——（营长中校 †） - 阿萨姆联队第二营 - 第三廓尔喀步兵联队第三营1个连——（营长中校（被俘）） - 第八廓尔喀步兵联队第二营2个连 - 马哈尔联队第六营1个机枪排 - 第十七空降炮兵团第六十二营1个连——（6门QF 25磅榴彈炮） - 第四十四重迫击炮团第七十一营1个连——（6门ML 4.2英寸迫击炮，位於達旺） |